# Interacciones entre gatos y perros

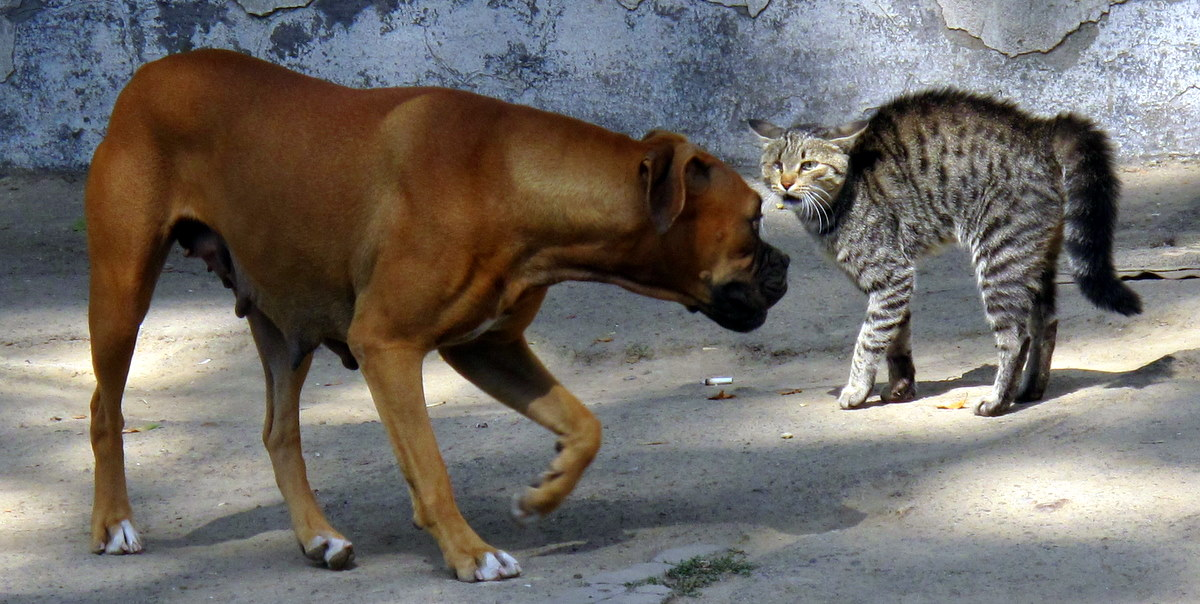
Un perro y un gato se enfrentan. El gato adopta una postura defensiva típica de las interacciones entre gatos y perros que no han sido socializados.

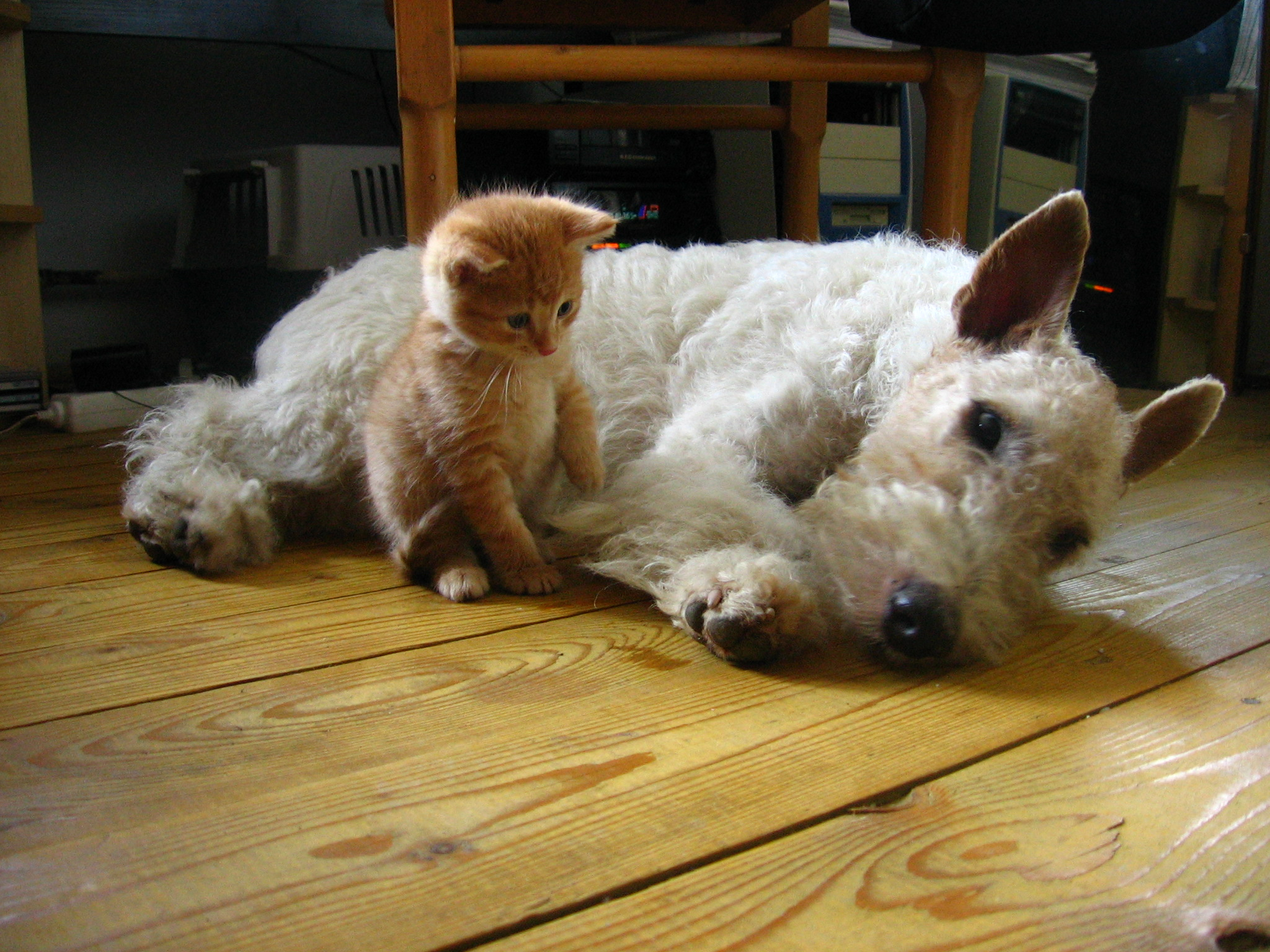
Un gatito y un perro que han sido socializados e interectúan el uno con el otro sin muestras de agresión.

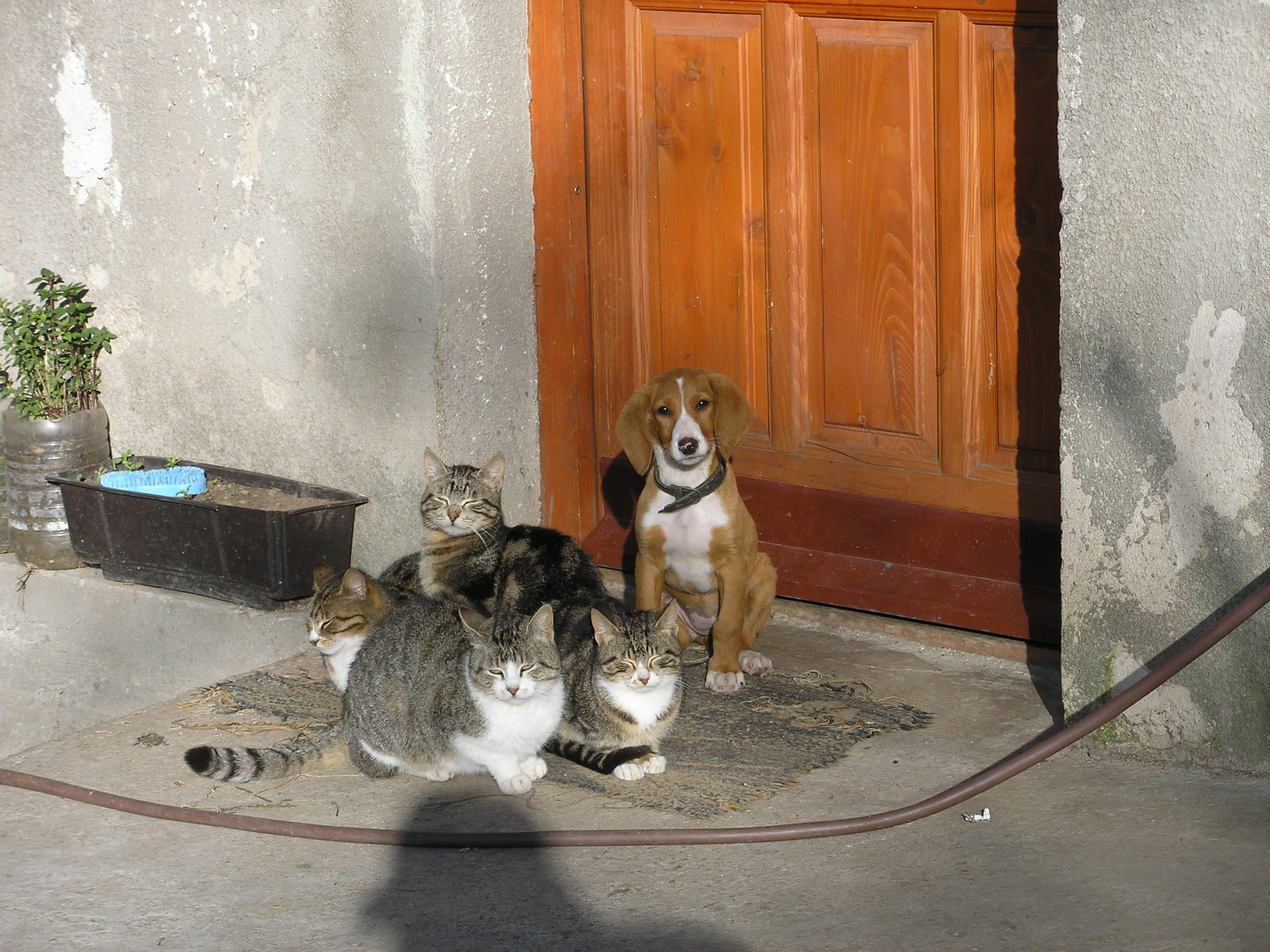
Unos gatos y un perro sentándose juntos.

Existe un rango de interacciones entre gatos y perros. Los instintos naturales de cada especie conducen hacia interacciones antagónicas, aunque individualmente se pueden relacionar de forma pacífica entre ellos, particularmente bajo condiciones donde los humanos los hallan socializado para no tener comportamientos agresivos.
Las interacciones generalmente agresivas entre estas especies se han representado en diferentes expresiones culturales. En los hogares domésticos donde el perro y el gato son criados y entrenados juntos de manera adecuada, estos tienden a relacionarse bien entre sí, especialmente cuando su dueño los cuida bien.

## Rango de relaciones

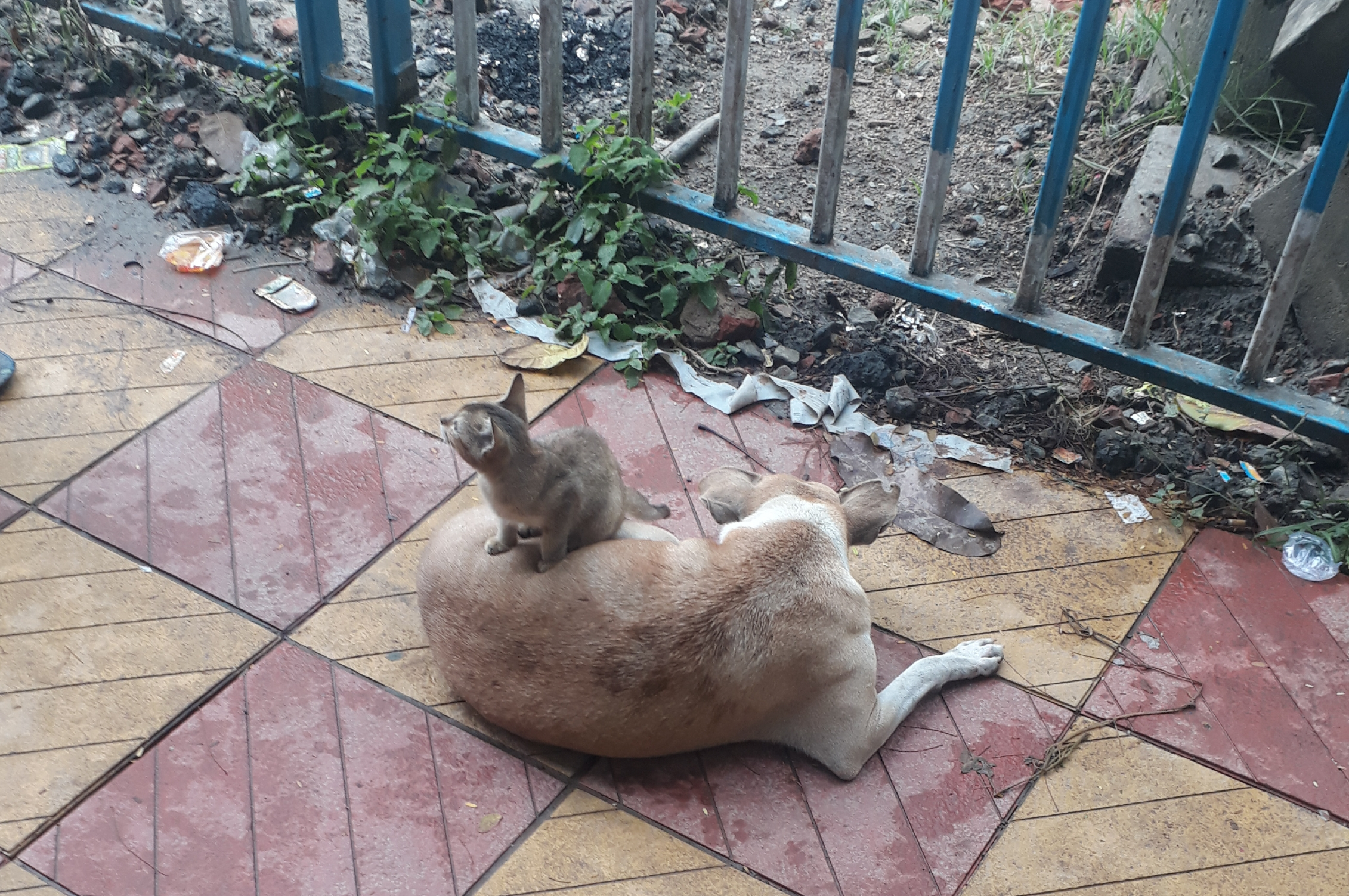
Un gatito tomando un descanso sobre la espalda de un perro callejero

Las señales y comportamientos que los gatos y los perros usan para comunicarse son diferentes y pueden dar lugar a señales de agresión, miedo, dominación, amistad o territorialismo, pudiendo ser malinterpretadas por la otra especie. Los perros tiene un instinto natural de perseguir animales más pequeños que ellos que tienden a huir, un instinto muy común entre los gatos. La mayoría de los gatos huyen de un perro, mientras que otros realizan acciones como silbar, arquear su espalda y golpear al perro. Después de ser arañado por un gato, algunos perros pueden volverse temerosos de los gatos.
Si son apropiadamente socializados, gatos y perros pueden tener relaciones no antagónicas, y los perros criados junto con gatos pueden llegar a preferir la presencia de gatos en vez de la de otros perros. Incluso los gatos y los perros que han vivido en la misma casa, teniendo interacciones positivas pueden revertir a reacciones agresivas debido a estímulos externos, enfermedades o juegos que se intensifican.

## Impacto cultural
La frase "pelear como perros y gatos" refleja una tendencia natural de la relación entre las dos especies a ser antagónica. Otras frases y proverbios incluyen "El gato es muy digno hasta que el perro pasa" y "Gatos y perros pueden besarse, pero no a ser los mejores amigos."
Una leyenda rusa explica que la antipatía entre perros y gatos estableciendo que el diablo engañó al pero y el gato para hacerlos creer que el otro tiene su pelaje legítimo.
El poema infantil de Eugene Field, "El duelo," proyecta y amplifica la antipatía entre perros y gatos en un perro de algodón a cuadros y un gato calico de peluche que tienen una pelea durante todo una noche en la que "se comen el uno al otro" En el libro para niños de Fam Ekman, Kattens Skrekk (El terror del gato), un gato va un museo de arte solo para encontrar que todas las obras, como la Mona Lisa y la Venus de Milo, han sido reemplazadas por parodias representadas como perros. La única pieza que no ha sido convertida es El grito la cual "simboliza el terror del gato en el rostro de muchos perros". La serie animada CatDog  presenta las aventuras del protagonista, CatDog, una criatura genéricamente alterada con la cabeza de un perro en un lado de su cuerpo y la cabeza de un gato en el otro. Los episodios se basan con frecuencia en la premisa "perros y gatos siendo lo que son"  para así incorporar "muchas carreras y persecuciones."
Las comedias Como perros y gatos, lanzada en el 2001, y su secuela Cats & Dogs: The Revenge of Kitty Galore, estrenada en 2010, ambas proyectan y amplifican la antipatía antes mencionada entre perros y gatos en una guerra total entre las dos especies donde los gatos son mostrados como enemigos absolutos de los gatos, mientras que los perros son mostrados como aliados de los humanos. 
Adlai Stevenson invoco el conflicto perro-gato en su explicación de un veto que entregó como gobernador de Illinois: "Si intentamos resolver [este problema] mediante la legislación, quién sabe si se nos puede pedir que tomemos partido también en los antiguos problemas de perro contra gato, pájaro contra pájaro, incluso pájaro contra gusano". (Bartleby's, 1989)